# Giáo hoàng đối lập Innôcentê III
Innocent III (Lanzo của Sezza) là một giáo hoàng đối lập từ ngày 29 tháng 9 năm 1179 đến tháng 1 năm 1180, tên thật là Lando Di Sezze (sinh ra ở Sezze và qua đời ở La Cava, Apulia), là người cuối cùng trong số bốn Giáo hoàng đối lập ở thời gian cai trị của Giáo hoàng của Alexander III.
Ông là thành viên của một gia đình có nguồn gốc từ Đức. Và là một hồng y được bầu chọn làm "giáo hoàng" vào ngày 29 tháng 9 năm 1179 bởi phe đối lập chống lại Alexander. Vào tháng 1 năm 1180, Innocent bị lưu đày đến tu viện miền Nam nước Ý là SS. Trinità La Cava, nơi ông qua đời.
Năm 1179, những người chống lại Giáo hoàng Alexander III (1159-1181) đã thành công trong việc buộc Giáo hoàng phải chạy trốn khỏi Rôma và không bao giờ quay trở lại. Tại Rôma, phe đối lập đã chọn Hồng y Lando của Sezza làm Giáo hoàng với tên hiệu Innocent III vào ngày 29 tháng 9 năm 1179. Những người này được sự hậu thuẫn của Hoàng đế La Mã Thần thánh Frederick I Barbarossa. Nhưng đa số các nước châu Âu khác lại ủng hộ Alexander III.
Đồng minh chủ yếu tại Rôma ủng hộ Innocent III là từ gia đình có thế lực Tusulum, người đã ủng hộ hai ngụy Giáo hoàng trước đó là Victor IV (1159-1164) và người kế nhiệm ông của ông là Paschal III (1164-1168). Người anh trai của cố Giáo hoàng đối lập Victor có mối hận thù với Alexander III và dành cho Innocent III một tòa lâu đài được bảo vệ vững chắc tại Palombara để chống lại những người ủng hộ Alexander. Tuy nhiên một vài tháng sau đó, Hồng y Hugo đã thành công trong việc hối lộ những người lính canh tòa lâu đài, Innocent III và những người ủng hộ ông sau đó đã dành quãng đời còn lại trong tu viện La Cava.